# Weisenheim am Sand
Weisenheim am Sand – gmina w Niemczech, w kraju związkowym Nadrenia-Palatynat, w powiecie Bad Dürkheim, wchodzi w skład gminy związkowej Freinsheim.

## Współpraca
Miejscowość partnerska:
- Niederroßla, Turyngia